# Sitio corbusiano en Cap Martin
El sitio corbusiano de Cap Martin es un complejo de construcción hecho por Le Corbusier, en Roquebrune-Cap-Martin en los Alpes Marítimos en Francia, accesible solo por la ronda costera, y conocido como «de los funcionarios de aduanas». La cabaña de Le Corbusier es un testimonio de sus ideas sobre la producción estandarizada.  
El sitio está registrado, con otras 16 obras arquitectónicas de Le Corbusier, en la lista de Patrimonio Mundial de la UNESCO desde 2016. 

## Historia
El sitio corbusiana incluye: 
- la taberna «L'Étoile de Mer», construida por el hostelero Rebutato en 1948-1949,
- la cabaña contigua agregada por Le Corbusier en 1952,
- parcelas de acampada, yuxtaposición de cinco celdas idénticas construidas en 1954-1957

El Conservatorio del litoral, convertido poco a poco en propietario de todo el sitio, primero confió la gestión al municipio de Roquebrune-Cap-Martin. Durante sus años de gestión, la ciudad ha conservado el sitio mediante diversas acciones de apoyo, incluidas las principales obras de restauración, en particular en la villa E-1027. Las visitas a la cabaña y a L'Étoile de Mer se organizan regularmente con reserva previa en la oficina de turismo.
Desde septiembre de 2014, la gestión del sitio y la organización de visitas han sido encomendadas por el Conservatorio, de acuerdo con el municipio, a la asociación Cap Moderne. Esta última se beneficia del apoyo financiero del fondo de dotación Eileen Gray Le Corbusier en Cap Martin.

## Los frescos
Le Corbusier creó los frescos para la taberna «L'Etoile de Mer». 

## Clasificación
El sitio corbusiano se registró el 25 de marzo de 1994 y la cabaña fue clasificada el 3 de septiembre de 1996 como monumentos históricos.
El sitio recibió el «Label Patrimoine du XXe» el 1 de marzo de 2001 . 
La candidatura de varios sitios construidos por Le Corbusier (incluida la cabaña) para ser Patrimonio Mundial de la UNESCO fue rechazada en 2009 y en 2011, debido a que era una lista excesivamente larga y a la ausencia del sitio Chandigarh en India. Se presentó una nueva  solicitud que tenía en cuenta las diversas observaciones hechas en enero de 2015 y se discutió en la sesión 40.ª del Comité del Patrimonio de la Humanidad celebrada en Estambul (Turquía) del 10 al 17 de julio de 2016. El conjunto finalmente se clasificó el 17 de julio de 2016.